# Córka króla wszechmórz
Córka króla wszechmórz (czes. Malá mořská víla) – czechosłowacka baśń filmowa w reżyserii Karel Kachyňy z 1976 roku na podst. baśni Mała syrenka Hansa Christiana Andersena.

## Obsada
- Miroslava Šafránková – syrenka
- Radovan Lukavský – król Wszechmórz
- Petr Svojtka – książę Południowego Imperium
- Libuše Šafránková – cudzoziemska księżniczka
- Marie Rosůlková – babka syrenki
- Milena Dvorská – czarownica
- Jan Vágner – książę Morza Zachodzącego Słońca
- Hana Talpová – matka księcia Południowego Imperium
- Jan Pohan – cudzoziemski król
- Inka Čekanová – cudzoziemska królowa

Źródło: 

## Wersja polska
Reżyseria: Zofia Dybowska-Aleksandrowicz

Wystąpili:
- Ewa Kania – syrenka
- Ireneusz Kocyłak – książę
- Maria Mamona – księżniczka

Źródło: 